# Jardín Botánico de Gisborne

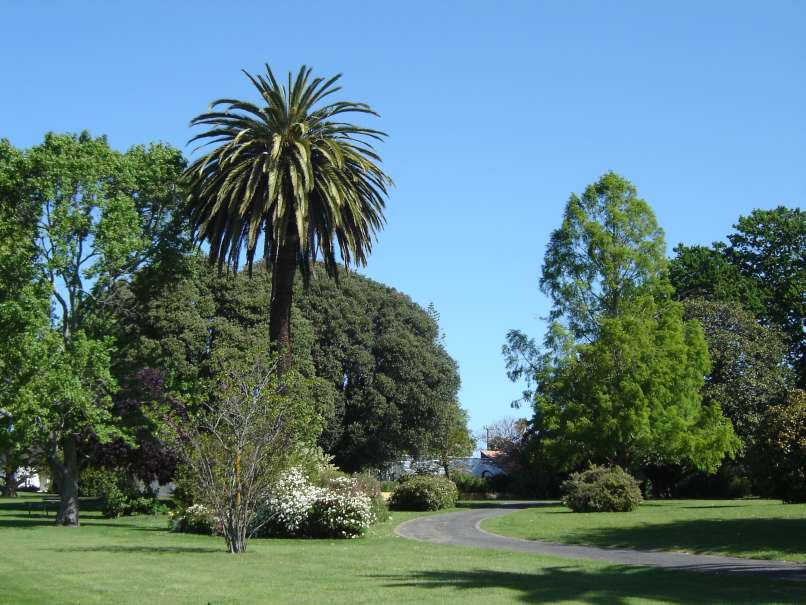
El jardín botánico Gisborne.

El Jardín Botánico de Gisborne en inglés : 
Gisborne Botanical Gardens es un jardín público (antiguo jardín botánico) de 5.1 hectáreas de extensión, en Gisborne, Nueva Zelanda, que se encuentra entre "Aberdeen Road" y el río Taruheru.38°39′24.84″S 178°1′17.04″E / -38.6569000, 178.0214000

## Historia
El jardín botánico es la reserva de plantas más antigua de Gisborne. En 1874 fue creada una reserva de 2.55 hectáreas como jardín público recreacional, en las afueras del límite de la ciudad junto al río Taruheru. En el lugar se practicaba el cricket hasta 1901, año en el que "Victoria Domain" se convirtió en el lugar donde se trasladó la práctica de este deporte. Entre 1915 y 1920 se plantó un área de arbustos nativos.
Para la década de 1960 los álamos que fueron plantados en los comienzos de los jardines estaban maduros. La fila de árboles a lo largo de la orilla del río era conocida como la avenida del álamo. El jardín fue desarrollado como jardín botánico formal para entonces, con unas magníficas puertas labradas en la entrada y amplios paseos con hileras de lechos florales. Durante el final de la década de los sesenta el parque fue administrado más como un parque. 
En 1972 fue construido un aviario. Durante la década de 1970 el jardín volvió a cambiar su orientación nuevamente a un jardín botánico, algo que había decidido el consejo del parque en los años 60. 
En 1978, el sr. y señora J.B. Grieg legaron su colección de cactus al consejo. Fue construido un invernadero, para proporcionar el espacio necesario para esta colección. En 1994 el "District Council de Gisborne" adoptó el concepto de desarrollar tres jardines hermanos, referentes a las ciudades hermanadas de Gisborne de la cuenca del Pacífico. 
Actualmente el « Gisborne District Council », la asociación de amigos del botánico « Friends of the Botanical Gardens » y el comité « Gisborne Sister Cities Committee » está trabajando conjuntamente para mejorar y desarrollar el jardín botánico.

## Colecciones
Hay tres jardines denominados jardines de las ciudades hermanadas:
- Jardín Australiano, fue el primer “sister city garden”, iniciado en 1997, para homenajear la relación de hermandad con la ciudad de Gisborne australiana.
- Jardín japonés, este jardín está inspirado por la relación de hermandad con Nonoichi.
- Palm Desert garden, diseñado por la tercera ciudad hermanada, Palm Desert de California. En este jardín se alberga la colección de cactus (parcialmente en el invernadero). Esta presentación es parte de la colección donada a la ciudad por Mr y Mrs J. B. Greig en 1978.

Otros de los jardines que incluye:
- Jardín de arbustos nativos de Nueva Zelanda
- Jardín de la ribera del río Taruheru
- Árboles, algunos de los árboles más representativos, Quercus palustris, Quercus robur, Platanus acerifolia, Ginkgo biloba, Ulmus minor subsp. minor, Cedrus atlantica var. glauca, Liriodendron tulipifera, Araucaria bidwillii, Araucaria columnaris, Tilia x europaea.

## Obras de arte
Además el jardín alberga algunos trabajos artísticos, por ejemplo 'Desert Haiku' que es un regalo de la gente de Palm Desert. Fue creado por Michael Watling en 2001. Los cantos rodados de la andesita de Te Puke representan las montañas alrededor de Palm Desert. La composición refleja conexión existente entre Gisborne y Japón. Las piedras toman la forma clásica del haiku de cinco, siete, cinco.

## Literatura
- an. - Gisborne Botanical Gardens, Draft Management Plan. Gisborne District Council, Gisborne 2008.

- Datos: Q5564873